# Malokurilskoje
Malokurilskoje (ryska Малокури́льское) är en ort i Sachalin oblast i Ryssland. Den ligger på ön Shikotan, en av de större öarna i Kurilerna. Orten ligger under staden Juzjno-Kurilsks administration och har cirka 1 900 invånare.
Bosättningen grundades 1933.